# تراپسکووتسی
تراپسکووتسی (به بلغاری: Trapeskovtsi) یک منطقهٔ مسکونی در بلغارستان است که در شهرستان گابروو واقع شده‌است.